# Dayaan Cassiem
Pour les articles homonymes, voir Cassiem.
Dayaan Cassiem né le 1er décembre 1998 au Cap, est un joueur de hockey sur gazon sud-africain. Il évolue au poste d'attaquant au Gladbacher HTC, en Allemagne et avec l'équipe nationale sud-africaine.
Il a participé aux Jeux olympiques d'été de 2020.
Son frère Mustapha Cassiem est lui aussi joueur de hockey sur gazon sud-africain.

## Carrière

### Coupe du monde
- Premier tour : 2018

### Jeux olympiques
- Premier tour : 2020

### Jeux du Commonwealth
- Premier tour : 2018